# Tabanocella grenieri
Tabanocella grenieri är en tvåvingeart som beskrevs av Travasso Dias 1956. Tabanocella grenieri ingår i släktet Tabanocella och familjen bromsar.
Artens utbredningsområde är Moçambique. Inga underarter finns listade i Catalogue of Life.